# エルネスト・サンペール・ピサノ
エルネスト・サンペール・ピサノ (Ernesto Samper Pizano、1950年8月3日‐)は、コロンビアの政治家。第29代大統領を務めた。

## 経歴
1950年8月3日、ボゴタに生まれる。ボゴタの名門校ジムナシオ・モデルノで学び、1972年に経済学の学位を取得した。卒業後、ニューヨークのコロンビア大学で学んだ。1974年、法学と経済学の教授になった。
ボゴタ市議会議員を経て、コロンビア上院議員になる。1989年、遊説中に狙撃され、11発の銃弾を浴びるも奇跡的に一命をとりとめた。以後、彼は防弾チョッキを着用し、400人以上の警備要員が同行するようになった。
1990年の大統領選に出馬したが、セサル・ガビリアに敗れる。ガビリア政権下で経済開発大臣や駐スペイン大使を務めた。
1994年の大統領選で保守党のアンドレス・パストラーナ・アランゴを破り当選。8月7日、第29代大統領に就任した。

## ナルコ・ゲート事件
大統領選でサンペールはカリ・カルテルから選挙資金として375万ドルを受け取ったとして、保守党のアンドレス・パストラーナ・アランゴに告発された。サンペールは否定したが、その後、テープ録音が公開された。
調査の結果、会計係のサンティアゴ・メディナが、カリ・カルテルのフロント企業から50,000ドルを受け取ったとして逮捕された。メディナの逮捕直後、サンペールはテレビの全国放送演説で、麻薬資金が彼の選挙運動に使われた可能性があることを認めた。メディナは後に有罪判決を受け、懲役刑を宣告された。
1995年8月2日、主任検察官アルフォンソ・バルディビエソがコロンビア最高裁にサンペールの選挙資金調達におけるフェルナンド・ボテロ国防大臣とアルマンド・ベネデッティ通信大臣の役割を調査するよう要請した直後、ボテロは国防相を辞任した。8月15日、ボテロは逮捕された。検察は無実を主張するサンペールを起訴した。その後、サンペールは90日間の非常事態宣言を行った。
1995年9月26日、サンペールはコロンビア下院告発委員会から9時間の事情聴取を受けた。9月27日、サンペールの弁護士のボディガード2人が殺害された。12月14日、議会告発委員会はサンペールに対する調査を退ける決定を下したが、コロンビア司法当局による捜査が続けられた。
1996年3月15日、コロンビア最高裁はスキャンダルに関与した疑いのある3人の閣僚に対する捜査を開始した。
一連の不祥事はウォーターゲート事件になぞらえて「ナルコ（麻薬）・ゲート事件」と呼ばれている。

## 麻薬戦争
1995年6月、サンペールはカリ・カルテルの幹部を相次ぎ逮捕し、彼の政権が「過去10年間に数えきれないほどの命を奪った麻薬戦争において勝利した」と述べた。
1996年3月1日、アメリカのビル・クリントン大統領は、コロンビア政府は腐敗しすぎて麻薬カルテルとは戦えないとし、コロンビアに対する10億ドル以上の援助のほとんどを打ち切る決定をした。さらに米国政府はサンペールへのビザの発給を停止した。
これに対し、コロンビアのノエミ・サニン外務大臣は、「コロンビアは米国抜きで麻薬戦争を戦う準備ができており、米国の措置は『無礼』である」と述べた。
サンペールは「麻薬戦争を特別な優先事項にし、その戦争と戦う方法についてコロンビアに説教する立場にある人は誰もいない」と警告した。